# Големо-Малово
Големо-Малово (болг. Големо Малово) — село в Болгарии. Находится в Софийской области, входит в общину Драгоман. Население составляет 157 человек.

## Политическая ситуация
Големо-Малово подчиняется непосредственно общине и не имеет своего кмета.
Кмет (мэр) общины Драгоман — Соня Стоянова Дончева (Болгарская социалистическая партия (БСП)) по результатам выборов.